# HomePNA
La alianza HomePNA fue fundada por un grupo de compañías que pretendían aprovechar la existencia de una red de cable telefónico bastante extensa y generalizada dentro de las viviendas en Estados Unidos, para proporcionar una red troncal de Home Network.

## Historia
En 1984, estas compañías detectaron la necesidad de disponer de un esfuerzo conjunto que respaldase una solución común. Desde su fundación, la alianza HomePNA ha proporcionado 3 generaciones de soluciones para redes de cable telefónico. La marca de HomePNA aparece en todos los productos que cumplen los tests de interoperabilidad definidos por la alianza. Esto quiere decir, por ejemplo, que múltiples ordenadores personales y periféricos pueden funcionar a través de la red de cable telefónico existente en las viviendas.
Las compañías promotoras de HomePNA son AT&T, 2Wire, CopperGate, Motorola, Cisco (Scientific-Atlanta), Sunrise Telecom y K-Micro.[1] HomePNA que especificaciones industriales que luego estandariza bajo la Unión Internacional de la Telecomunicación (en inglés International Telecommunication Union - ITU), una organización de estándares globales. HomePNA también promueve tecnología y tests, y certifica los productos de sus miembros como en conformidad con HomePNA.
- Objetivo: El objetivo de la alianza HomePNA es asegurar la adopción de un estándar único y unificado para redes de cable telefónico, y enviar al mercado un conjunto de soluciones de redes del hogar que sean interoperables.

- Organización: La organización de la alianza HomePNA, está basada en dos tipos de miembros: Adoptadores y Participantes. Siendo estos últimos los que más privilegios disfrutan, teniendo unas cuotas económicas de participación más elevadas.

- Estado y eventos principales: La International Telecommunication Union (ITU) tiene aprobados estándares globales para redes que utilicen los cables telefónicos G.989.1, G989.2 y G989.3 basadas en HomePNA 2.0. En la actualidad se trabaja para conseguir algo equivalente con la ITU-T para HomePNA 3.0. Para facilitar este proceso, los desarrollos de la alianza han hecho HomePNS 3.0 compatible con HomePNA 2.0, pero con mayor capacidad de transmisión. La versión final de HomePNA 3.0 fue aprobada en junio de 2003.

### Documentos oficiales
- ITU-T Recommendation G.9951 : Phoneline networking transceivers - Foundation (HomePNA 2.0)
- ITU-T Recommendation G.9952 : Phoneline networking transceivers - Payload format and link layer requirements (HomePNA 2.0)
- ITU-T Recommendation G.9953 : Phoneline networking transceivers - Isolation function (HomePNA 2.0)
- ITU-T Recommendation G.9954 : Phoneline networking transceivers - Enhanced physical, media access, and link layer specifications (HomePNA 3.0 and 3.1)
- ITU-T Recommendations: Series G
- ITU-T

### Otros
- Actiontec Electronics Website
- HomePNA Blog
- AT&T U-verse Website
- 2Wire Website
- Scientific Atlanta-Cisco Website
- Motorola Website
- K-Micro Website
- Sunrise Telecom Website
- CopperGate Website
- Cameo Website

- Datos: Q1625904